# Tieschen
Tieschen là một đô thị thuộc huyện Radkersburg thuộc bang Steiermark, nước Áo. Đô thị Tieschen có diện tích 18 km², dân số thời điểm cuối năm 2005 là 1379 người.